# Brachychiton
Brachychiton oder Flaschenbäume, ist eine Pflanzengattung in der Familie der Malvengewächse (Malvaceae). Der botanische Name (griechisch: brachys = kurz, chiton = Umhüllung) bezieht sich auf die für die Gattung typische Umhüllung der Samen.

## Beschreibung
Es sind Bäume oder Sträucher, die Wuchshöhen von 1 bis 45 Meter erreichen. Die Stämme sind zwiebel- oder säulenförmig angeschwollen; manchmal sind sie mehrtriebig, oft sind sie sukkulent. Sie werfen ihre Laubblätter ganz oder teilweise ab oder sie sind immergrün. Die Rinde bleibt oft jahrzehntelang grün, also lebend ohne Bildung einer korkigen Borke. Die wechselständig stehenden, gestielten Blätter sind meist ungeteilt, manchmal drei- bis neunlappig. Die Nebenblätter sind meist früh abfallend.
Sie sind einhäusig getrenntgeschlechtig (monözisch).
Die Blütenstände sind meist lockere Rispen mit wenigen bis vielen, eingeschlechtigen und gestielten Blüten. Die einfache Blütenhülle besteht aus vier bis acht zu einer glocken- oder röhrenförmigen Gestalt verschmolzenen Tepalen (Kelchblätter) mit frei stehenden Zipfeln. Die männlichen Blüten tragen ein gestieltes Bündel aus 10, 15 oder 20 bis 32 röhrenförmig verwachsenen Staubfäden (Androeceum). Die weiblichen Blüten haben einen freien, einfächrigen Fruchtknoten mit fünfteiligem Griffel und fünfstrahliger Narbe. In männlichen Blüten bleibt die Narbe unentwickelt, in weiblichen Blüten bleiben die Pollensäcke unterentwickelt, so dass die Staubfäden zu Staminodien werden. Die aus den ellipsoiden 2 bis 20 cm langen, bootförmigen, bespitzten, holzigen und innen behaarten Balgfrüchten herausfallenden Samen sind teilweise von einer (steif)haarigen Hülle (Exotesta) umgeben.

## Systematik und Verbreitung
Die mehr als 30 Arten enthaltende Gattung Brachychiton ist in Australien und Neuguinea beheimatet. Verbreitungsschwerpunkt ist der küstennahe Bereich Queenslands, im Landesinneren kommen dagegen nur sehr wenige Arten vor. Die in Neuguinea heimischen Arten sind sehr selten und gefährdet.
In der Literatur ist vielfach noch die Zugehörigkeit der Gattung zur Pflanzenfamilie der Stinkbaumgewächse (Sterculiaceae) angegeben, doch wird diese jetzt als Unterfamilie Sterculioideae der Malvengewächse (Malvaceae) angesehen.
Synonyme sind: Delabechea Lindl., Poecilodermis Schott, Trichosiphum Schott & Endl.

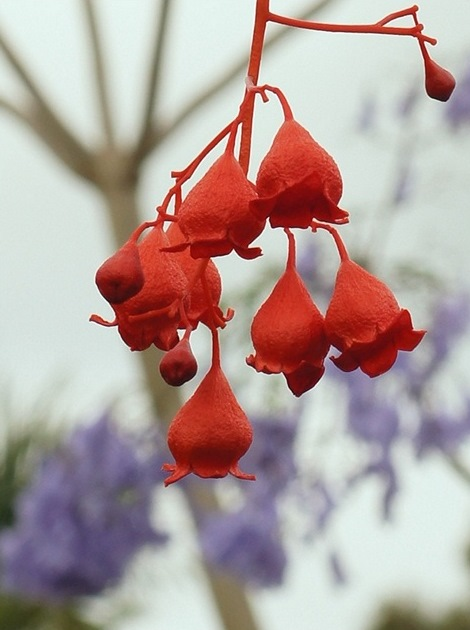
Blüten von Brachychiton acerifolius

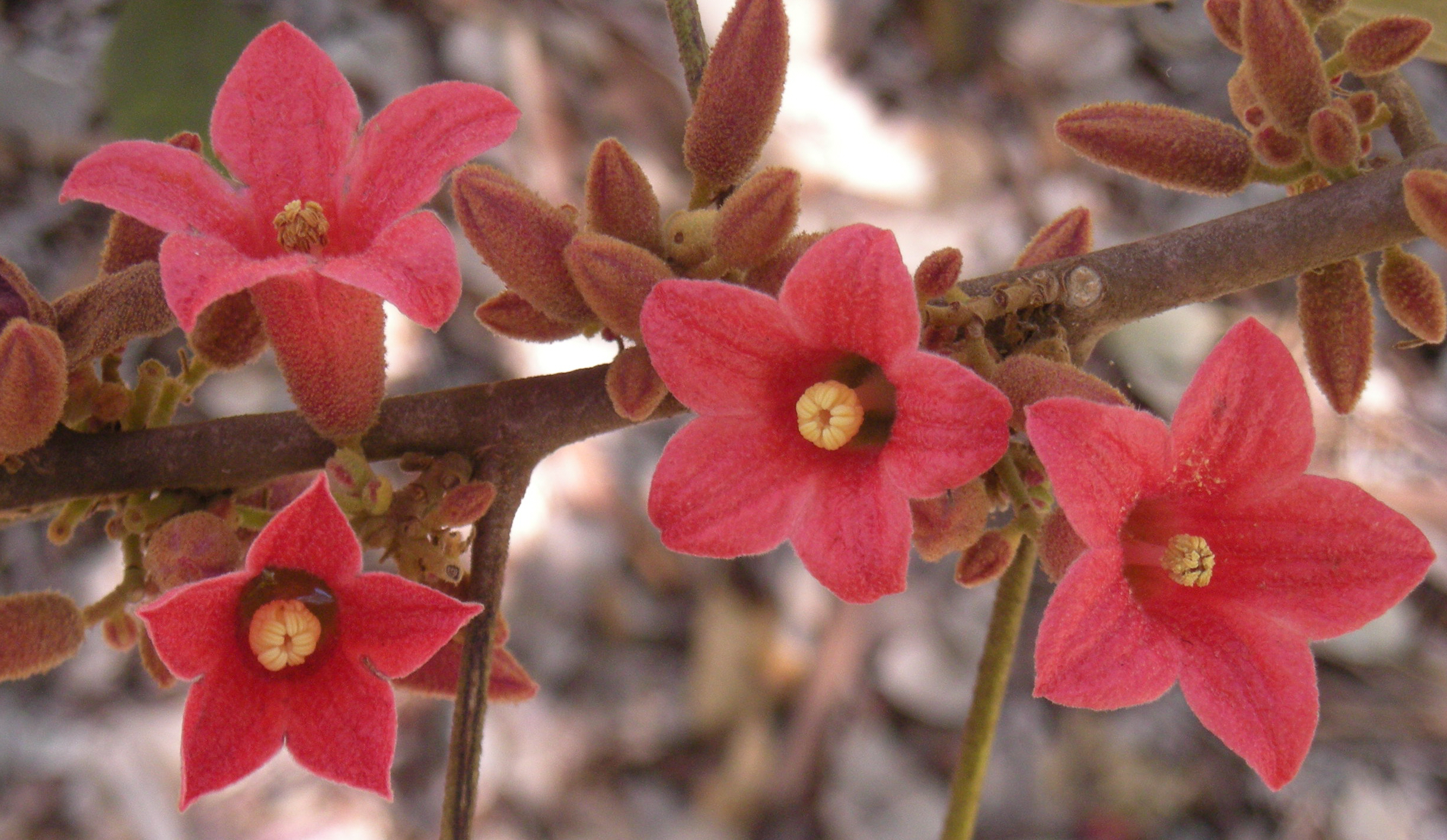
Brachychiton bidwillii

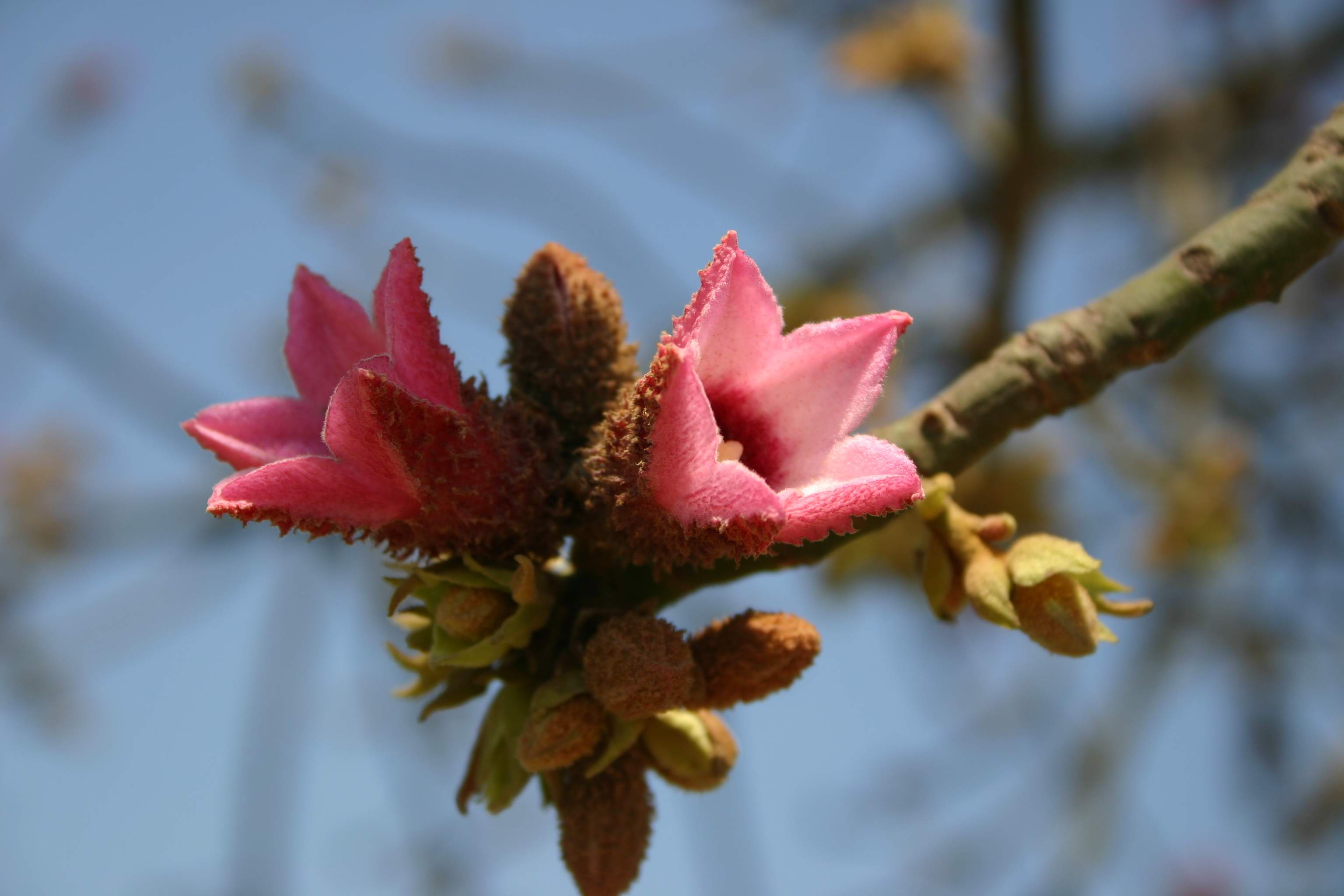
Brachychiton discolor

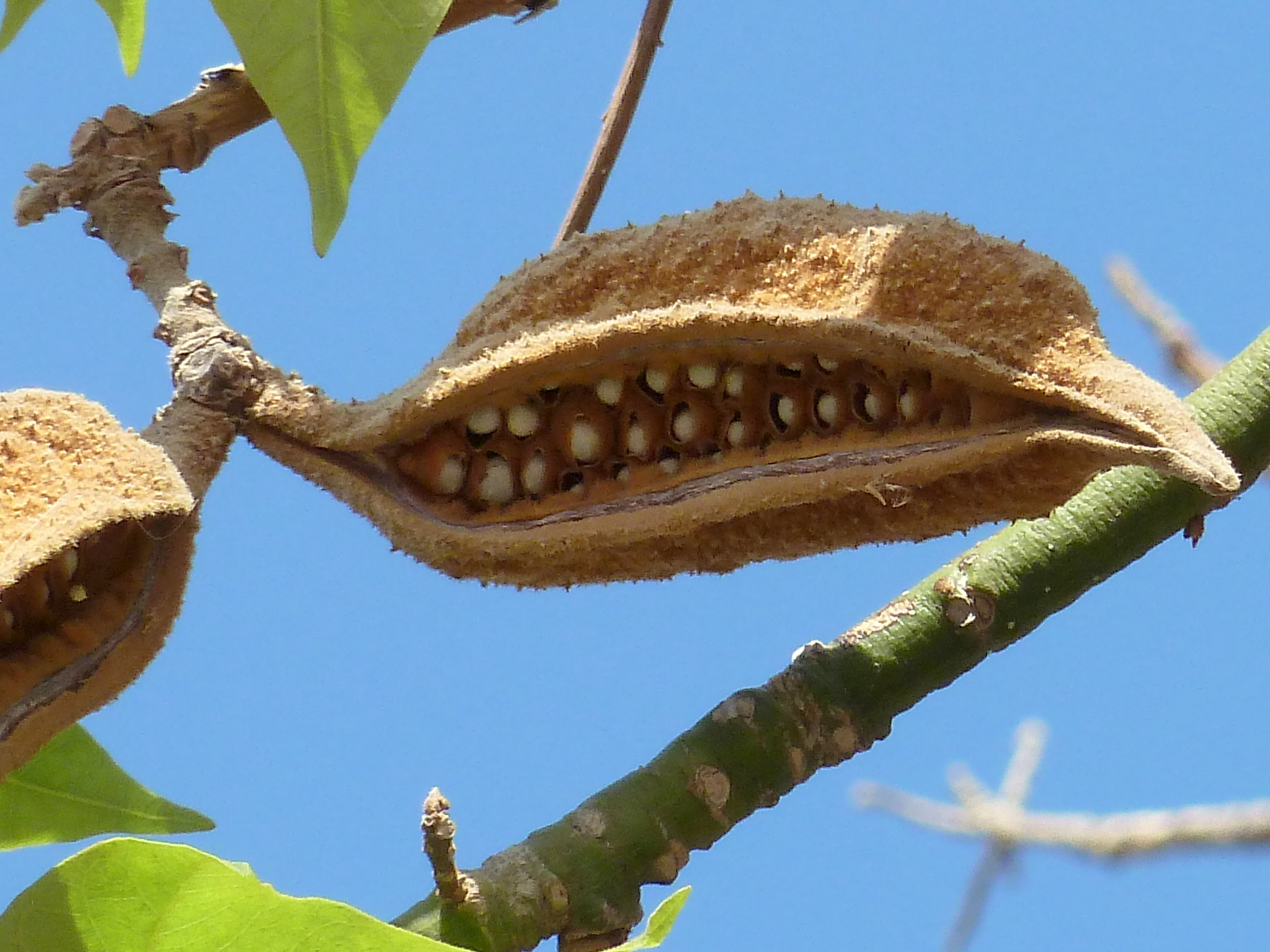
Brachychiton discolor, Frucht

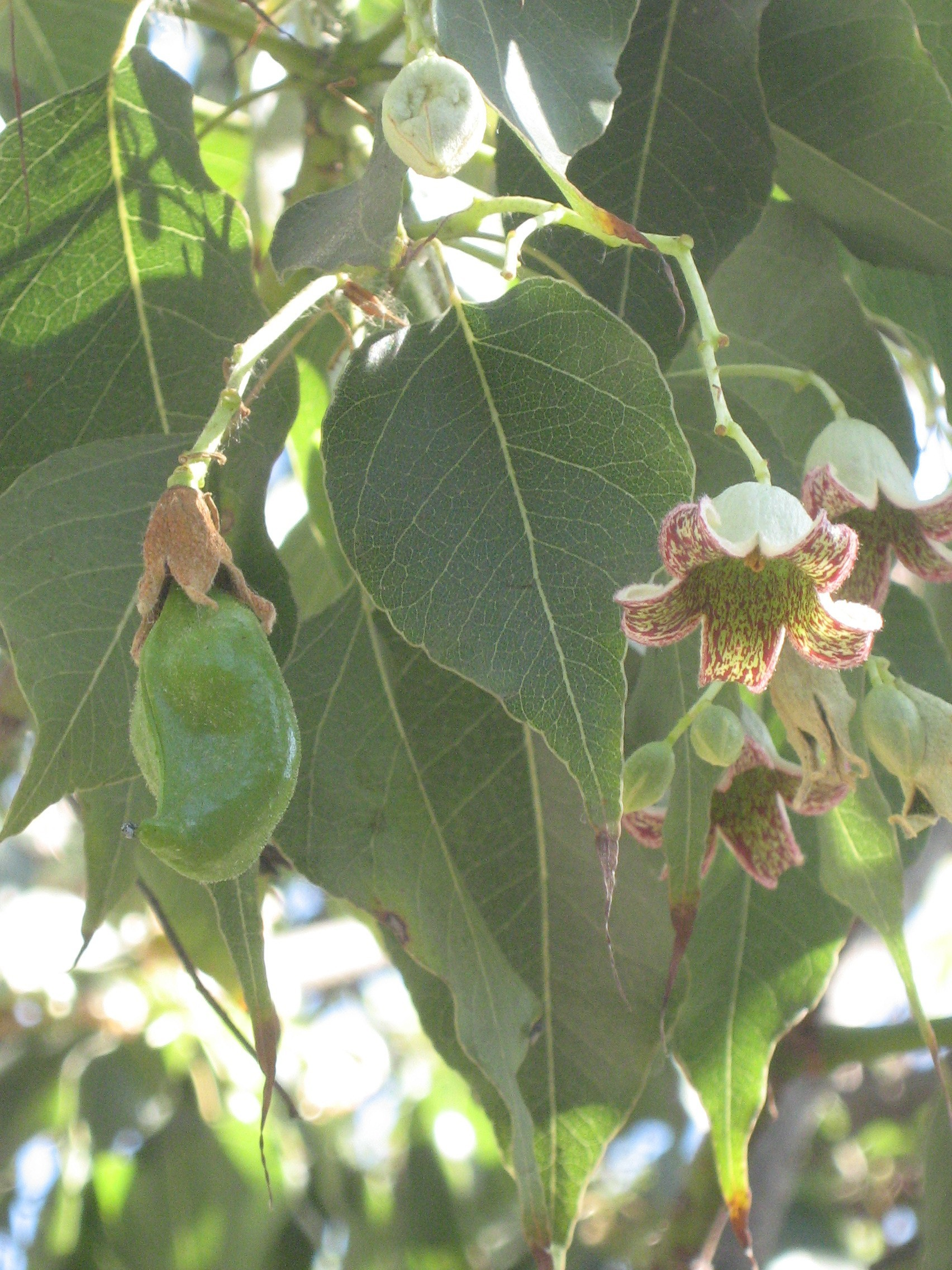
Brachychiton populneus

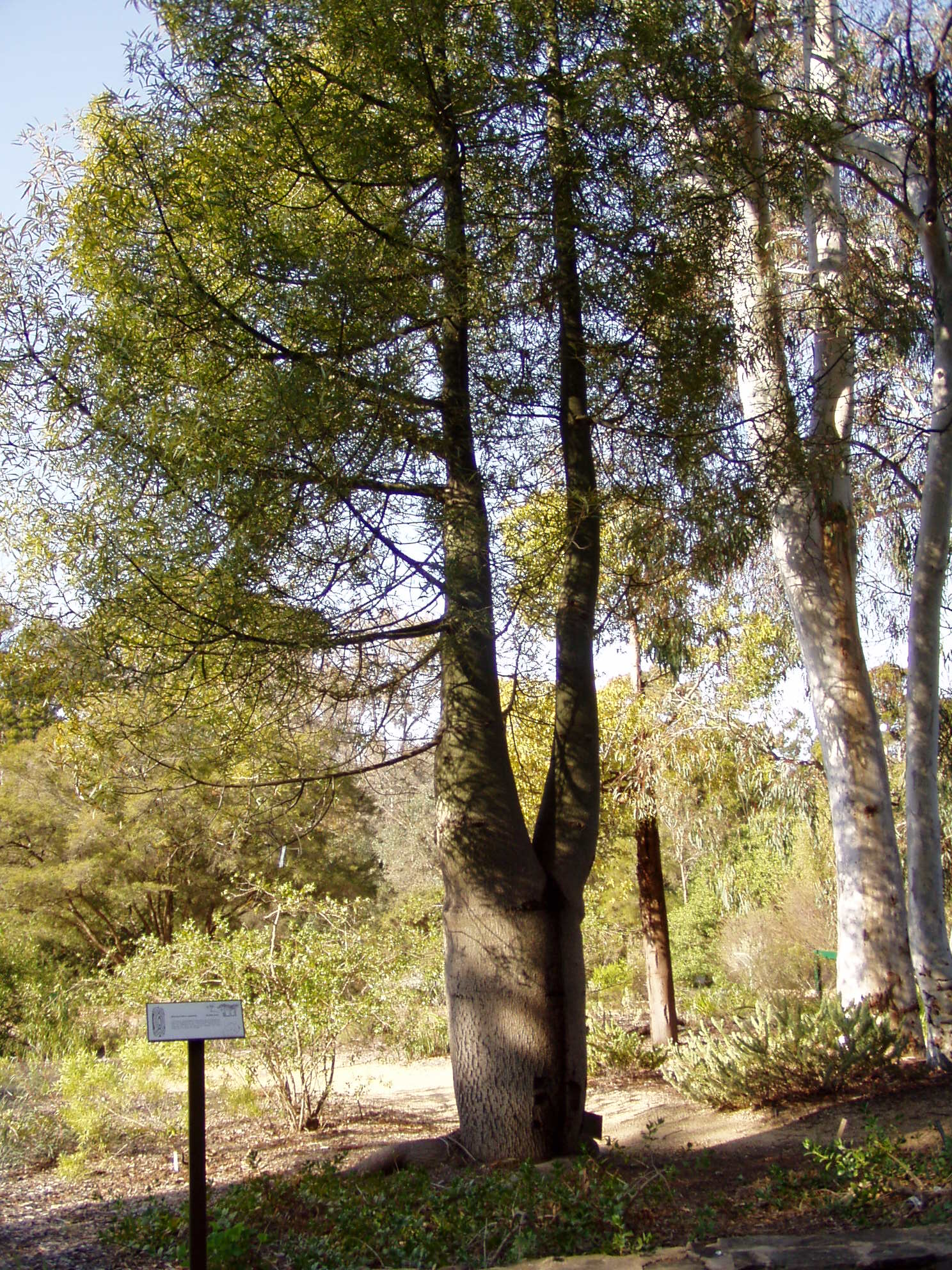
Brachychiton rupestris

### Arten
- Brachychiton acerifolius (A.Cunn.) F.Muell. (Syn.: Sterculia acerifolia A.Cunn. ex G.Don, deutsch „Australischer Flammenbaum“, port. „Árvore do Fogo“): ein bis 35 m hoher, in Kultur meist deutlich kleinerer Baum mit auffallenden roten Blüten in der Trockenzeit („Flammenbaum“) aus New South Wales und Queensland.
- Brachychiton acuminatus G.P.Guymer: ein 2,5 bis 6 m hoher, weiß blühender Baum aus dem nördlichen Western Australia.
- Brachychiton albidus G.P.Guymer: ein Baum aus Queensland.
- Brachychiton australis Schott & Endl. (Syn.: Sterculia trichosiphon Benth., Trichosiphum australe Schott & Endl.): ein sukkulenter, 8 bis 25 m hoher Baum mit säulen- oder flaschenförmigem Stamm („Flaschenbaum“) und weißen bis cremefarbenen Blüten aus Queensland.
- Brachychiton bidwillii Hook.: ein variabler, 2 bis 4 m hoher Baum mit rosa bis roten Blüten aus Queensland.
- Brachychiton carruthersii F.Muell.: eine seltene und noch wenig bekannte Art aus Neuguinea, steht auf der Roten Liste der gefährdeten Arten.
- Brachychiton chillagoensis G.P.Guymer: aus Queensland.
- Brachychiton collinus G.P.Guymer: ein dickstämmiger, bis 5 hoher Baum mit kleinen und röhrenförmigen, weißen bis cremefarbenen Blüten aus dem Northern Territory
- Brachychiton compactus G.P.Guymer: ein sukkulenter, 8 bis 15 m hoher Baum mit flaschenförmigem Stamm („Flaschenbaum“) und cremefarbenen, rosa gestreiften Blüten aus Queensland und Northern Territory.
- Brachychiton discolor F.Muell. (Syn.: Brachychiton luridus C.Moore ex F.Muell., Sterculia lurida (C.Moore ex F.Muell.) F.Muell. ex Benth.): ein schwach sukkulenter, dickstämmiger, bis 30 m hoher, in Kultur jedoch meist deutlich kleinerer Baum mit magentafarbenen Blüten aus New South Wales und Queensland.
- Brachychiton diversifolius R.Br., kommt in Australien vor
- Brachychiton fitzgeraldianus G.P.Guymer: Northern Territory und Western Australia.
- Brachychiton garrawayae (Bailey) G.P.Guymer: ein 4 bis 8 m hoher Strauch oder Baum aus Queensland.
- Brachychiton grandiflorus G.P.Guymer: Queensland
- Brachychiton gregorii F.Muell.: ein etwa 4 m hoher Baum mit gelben Blüten aus Northern Territory, Western Australia und South Australia.
- Brachychiton incanus R.Br.: ein 4 bis 6 m hoher Baum mit dunkelroten Blüten aus N Western Australia.
- Brachychiton megaphyllus G.P.Guymer: ein kleiner (2 m) Baum mit bis zu 40 cm großen Blättern und orange-roten Blüten aus Northern Territory.
- Brachychiton muellerianus G.P.Guymer: ein Baum mit magentafarbenen Blüten aus Queensland.
- Brachychiton multicaulis G.P.Guymer: ein mehrstämmiger Baum mit rosa, orange oder roten Blüten aus Northern Territory.
- Brachychiton obtusilobus G.P.Guymer: ein 3,5 bis 6 m hoher Baum mit cremefarbenen Blüten aus NW Western Australia.
- Brachychiton paradoxus Schott & Endl. (Syn.: Brachychiton ramiflorus R.Br., Sterculia ramiflora (R.Br.) Benth.): ein 3 bis 5 m hoher Baum mit roten Blüten aus Northern Territory und Queensland
- Brachychiton populneus (Schott & Endl.) R.Br. (Syn.: Poecilodermis populnea Schott & Endl., Sterculia diversifolia G.Don): ein bis zu 20 m hoher Baum mit (in der Jugend) sukkulenter Rübenwurzel und weißen bis cremefarbenen, innen rot gefleckten Blüten aus New South Wales, Queensland, South Australia und Victoria.
  - Brachychiton populneus ssp. trilobus G.P.Guymer: weicht ab durch drei- bis fünflappige Blätter und ist nördlicher und weiter landeinwärts verbreitet.
- Brachychiton rupestris (T.Mitch. ex Lindl.) K.Schum. (Syn.: Delabechea rupestris T.Mitch. ex Lindl.): ein sukkulenter, 10 bis 25 m hoher Baum mit flaschenförmigem Stamm („Flaschenbaum“) und cremefarbenen, rosa gestreiften Blüten aus Queensland.
- Brachychiton spectabilis G.P.Guymer: Northern Territory
- Brachychiton tridentatus G.P.Guymer: Western Australia
- Brachychiton tuberculatus (W.Fitzg.) G.P.Guymer: ein 2 bis 7 m hoher Baum mit variabler Blütenfarbe (creme, grün, orange, rot) aus N Northern Territory und Western Australia.
- Brachychiton velutinosus Kosterm. eine seltene Art aus Queensland und Neuguinea, steht auf der Roten Liste der gefährdeten Arten.
- Brachychiton viridiflorus (W.Fitzg.) G.P.Guymer: ein 2 bis 8 m hoher Baum mit grün/rosafarbenen Blüten aus Western Australia.
- Brachychiton viscidulus (W.Fitzg.) Guymer: ein kleiner Baum mit roten Blüten und klebrigen Früchten aus Northern Territory und Western Australia.
- Brachychiton vitifolius (Bailey) G.P.Guymer: Queensland
- Brachychiton xanthophyllus G.P.Guymer: ein 3 bis 12 m hoher Baum mit rosa Blüten aus Western Australia

Drei weitere, „gute“ Arten sind bisher noch nicht offiziell beschrieben.
- Brachychiton spec. Altanmoui Range: Queensland
- Brachychiton spec. Ormeau: Queensland
- Brachychiton spec. Wangi (S.E.Pickering 20): Northern Territory

Hierzu kommen acht weite Taxa, die Populationen natürlicher Hybriden darstellen, die sich jedoch im Prozess der Artenbildung befinden.
- Brachychiton × allochrous G.P.Guymer
- Brachychiton × carneus G.P.Guymer
- Brachychiton × excellens G.P.Guymer
- Brachychiton × hirtellus G.P.Guymer: Northern Territory
- Brachychiton × incarnatus G.P.Guymer
- Brachychiton × roseus G.P.Guymer
- Brachychiton × turgidulus G.P.Guymer
- Brachychiton × vinicolor G.P.Guymer: New South Wales und Queensland

Neben einigen anderen Arten sind Brachychiton australis und Brachychiton rupestris in Australien weit verbreitete Zierpflanzen, die häufig in Parks und Gärten anzutreffen sind. Ihr Laub und weiches Holz wird auch als Viehfutter verwendet.